# Engelholms VS
Engelholms VS är en volleybollklubb i Ängelholm i Sverige, bildad 1986 genom sammanslagningar av Engelholms VP och Engelholms VT (herr- respektive damlag). 
Volleyboll är en av flera lagsporter i Ängelholms kommun som finns representerad i Sveriges yppersta elit, tillsammans med bland annat ishockeylaget Rögle BK i SHL och fotbollslaget Ängelholms FF i Superettan. Damlaget har vunnit åtta svenska mästerskap, 2006, 2009, 2015, 2016, 2017, 2018, 2019 och 2023. Förutom har laget vunnit Grand Prix tio gånger. Vid ett fåtal tillfällen har de deltagit i de europeiska cupturneringarna, dock utan framgång.
EVS damer har spelat i Elitserien sedan 1998 och är etablerade som ett topplag i Sverige. Genom samarbete med Örkelljunga VK övertog man lagets elitserieplats 1998 och har efter det tagit stora steg framåt mot ett starkt skånskt elitlag på damsidan. Elitserielaget tränades den första säsongen av duon Roger Eliasson/Martin Johansson. Eliasson avslutade sin karriär som tränare efter första säsongen, medan Martin Johansson fortsatte flera säsonger och etablerade sedermera laget i toppen av den svenska eliten, med ett SM-silver 2005. Bland tränarna i början märks också Henrik Stoltenberg. Från säsongen 2005/2006 fram till 2012/2013 tränades laget av Tina Celinder Nygren och förstärkte ytterligare sin position som topplag i Sverige.
Förutom elitserielaget på damsidan har föreningen lag representerade i div 1 och 3. På herrsidan hade man ett lag i division 1 och ett i division 3, men de har lagts ner. Samt på detta ett antal ungdomslag. Det är Sveriges tredje största volleybollklubb och också en av de mest drivande för KIDS volley som rekryterar barn från 6 år och uppåt att börja spela volleyboll.[källa behövs]
Volleybollstjärnan Isabelle Haak har Engelholms VS som moderklubb. Hon spelade i klubbens damlag mellan 2012 och 2016, innan hon tog steget ut i Europa. Under sin tid i Engelholms VS var hon med och vann två SM-guld med damlaget. 

### Fotnoter
1. ↑  ”Historik”. Engelholms VS. http://www.engelholmsvolley.se/index.php/about/historik. Läst 17 maj 2022.
2. ↑  http://www.engelholmsvolley.se/index.php/kontakt
3. 1 2  ”SM-slutspel Damer 2021/22”. Svenska Volleybollförbundet. https://svbf-web.dataproject.com/MatchStatistics.aspx?mID=13482&ID=281&CID=306&PID=363&type=LegList. Läst 17 maj 2022.
4. ↑  https://www.engelholm.se/uppleva-och-gora/boka-lokal-eller-anlaggning/lokaler-for-uthyrning.html#h-Sporthallar
5. ↑  ”Everysport.com  -  Elitserien” (på engelska). https://www.everysport.com/volleyboll-dam/2001-2002/serie/elitserien/4953. Läst 30 september 2023.
6. ↑  ”Everysport.com  -  Elitserien” (på engelska). https://www.everysport.com/volleyboll-dam/2003-2004/liga/elitserien/895. Läst 25 april 2023.
7. ↑  Everysport. ”Elitserien SM-final”. https://www.everysport.com/volleyboll-dam/2004-2005/serie/elitserien-sm-final/9766. Läst 29 juni 2024.
8. ↑  Everysport. ”Elitserien 2005/2006 - Tabell, Matcher, Resultat & Statistik - Dam”. https://www.everysport.com/volleyboll-dam/2005-2006/liga/elitserien/1229. Läst 29 juni 2024.
9. ↑  ”Everysport.com  -  Elitserien SM-final”. https://www.everysport.com/volleyboll-dam/2006-2007/serie/elitserien-sm-final/24714. Läst 29 april 2023.
10. ↑  Everysport. ”Elitserien Semifinal”. https://www.everysport.com/volleyboll-dam/2007-2008/serie/elitserien-semifinal/29411. Läst 29 juni 2024.
11. 1 2  ”Historik GP - matchresultat” (på engelska). Svenska Volleybollförbundet. 9 september 2017. https://web.archive.org/web/20170909084254/http://www.volleyboll.se/volleyboll/tavling/HistorikGrandPrix/HistorikGP-matchresultat/. Läst 13 oktober 2023.
12. ↑  ”Everysport.com  -  Elitserien SM-final” (på engelska). https://www.everysport.com/volleyboll-dam/2008-2009/serie/elitserien-sm-final/34495. Läst 24 september 2023.
13. ↑  Everysport. ”Elitserien 2009/2010”. https://www.everysport.com/volleyboll-dam/2009-2010/serie/elitserien-sm-final/40574. Läst 25 oktober 2022.
14. ↑  ”Grand Prix 2011”. Svenska Volleybollförbundet. https://svbf-web.dataproject.com/CompetitionMatches.aspx?ID=8&PID=11. Läst 29 april 2023.
15. ↑  https://svbf-web.dataproject.com/CompetitionMatches.aspx?ID=3&PID=7
16. ↑  ”Grand Prix 2012”. Svenska Volleybollförbundet. https://svbf-web.dataproject.com/CompetitionMatches.aspx?ID=17&PID=19. Läst 29 april 2023.
17. ↑  ”2012 CEV Volleyball Challenge Cup - Women” (på engelska). Confédération Européenne de Volleyball. https://www-old.cev.eu/Competition-Area/competition.aspx?ID=553&PID=-2. Läst 23 november 2022.
18. ↑  https://svbf-web.dataproject.com/CompetitionHome.aspx?ID=12
19. ↑  ”Grand Prix 2013”. Svenska Volleybollförbundet. https://svbf-web.dataproject.com/CompetitionMatches.aspx?ID=23&PID=29. Läst 29 april 2023.
20. ↑  https://svbf-web.dataproject.com/CompetitionHome.aspx?ID=19
21. ↑  ”SM-slutspel 2014”. Svenska Volleybollförbundet. https://svbf-web.dataproject.com/CompetitionHome.aspx?ID=37. Läst 17 maj 2022.
22. ↑  ”Grand Prix 2015”. Svenska Volleybollförbundet. https://svbf-web.dataproject.com/CompetitionMatches.aspx?ID=48&PID=71. Läst 29 april 2023.
23. ↑  ”SM-slutspel 2015”. Svenska Volleybollförbundet. https://svbf-web.dataproject.com/CompetitionHome.aspx?ID=47. Läst 5 maj 2022.
24. ↑  ”Grand Prix 2015/16”. Svenska Volleybollförbundet. https://svbf-web.dataproject.com/CompetitionMatches.aspx?ID=62&PID=85. Läst 29 april 2023.
25. ↑  ”SM-slutspel 2015/16”. Svenska Volleybollförbundet. https://svbf-web.dataproject.com/CompetitionHome.aspx?ID=61. Läst 15 maj 2022.
26. ↑  ”Grand Prix 2016/17”. Svenska Volleybollförbundet. https://svbf-web.dataproject.com/CompetitionMatches.aspx?ID=71&PID=94. Läst 29 april 2023.
27. ↑  ”SM-slutspel 2016/17”. Svenska Volleybollförbundet. https://svbf-web.dataproject.com/CompetitionHome.aspx?ID=70. Läst 5 maj 2022.
28. ↑  ”Grand Prix 2017/18”. Svenska Volleybollförbundet. https://svbf-web.dataproject.com/CompetitionMatches.aspx?ID=96&PID=137. Läst 29 april 2023.
29. ↑  ”SM-slutspel Dam 2017/18”. Svenska Volleybollförbundet. https://svbf-web.dataproject.com/CompetitionMatches.aspx?ID=99&PID=141. Läst 5 maj 2022.
30. ↑  ”Grand Prix Damer 2018/19”. Svenska Volleybollförbundet. https://svbf-web.dataproject.com/CompetitionMatches.aspx?ID=129&PID=189. Läst 29 april 2023.
31. ↑  ”SM-slutspel Damer 2018/19”. Svenska Volleybollförbundet. https://svbf-web.dataproject.com/CompetitionMatches.aspx?ID=130&PID=191. Läst 5 maj 2022.
32. ↑  ”Grand Prix Damer 2019/20”. Svenska Volleybollförbundet. https://svbf-web.dataproject.com/CompetitionMatches.aspx?ID=167&PID=240. Läst 29 april 2023.
33. ↑  ”Elitserien Damer 2019/20”. Svenska Volleybollförbundet. https://svbf-web.dataproject.com/CompetitionStandings.aspx?ID=146&PID=198. Läst 5 maj 2022.
34. ↑  ”Grand Prix Damer 2020/21”. Svenska Volleybollförbundet. https://svbf-web.dataproject.com/CompetitionHome.aspx?ID=233. Läst 12 maj 2022.
35. ↑  ”SM-slutspel Damer 2020/21”. Svenska Volleybollförbundet. https://svbf-web.dataproject.com/CompetitionHome.aspx?ID=234. Läst 17 maj 2022.
36. ↑  ”SM-slutspel Damer 2021/22”. Svenska Volleybollförbundet. https://svbf-web.dataproject.com/CompetitionMatches.aspx?ID=281&PID=363. Läst 6 maj 2022.
37. ↑  ”Grand Prix Damer 2022/23”. Svenska Volleybollförbundet. https://svbf-web.dataproject.com/CompetitionMatches.aspx?ID=330&PID=429. Läst 29 april 2023.
38. ↑  ”SM-slutspel Damer 2022/23”. Svenska Volleybollförbundet. https://svbf-web.dataproject.com/CompetitionMatches.aspx?ID=333&PID=433. Läst 25 april 2023.
39. ↑  ”Grand Prix Damer 2023/24”. Svenska Volleybollförbundet. https://svbf-web.dataproject.com/CompetitionMatches.aspx?ID=377&PID=479. Läst 8 mars 2024.
40. ↑  ”SM Dam 2023/24 - SM-slutspel Damer 2023/24”. Svenska Volleybollförbundet. https://svbf-web.dataproject.com/CompetitionMatches.aspx?ID=381&PID=484. Läst 23 april 2024.
41. 1 2 3  ”Klubben brukar avvakta med tränarfrågan, men så blir det inte i år.”. Helsingborgs Dagblad. 29 mars 2015. https://www.hd.se/artikel/saaf-blir-kvar-som-tranare-i-engelholm/. Läst 29 juni 2024.
42. ↑  Anders Liljeqvist (2 maj 2018). ”Guldtränare Per-Anders Sääf fick själv lämna beskedet”. Sveriges Radio. https://sverigesradio.se/artikel/6944600. Läst 29 juni 2024.
43. ↑  https://www.linkedin.com/in/patrick-aparicio-50a75585/?originalSubdomain=se
44. ↑  https://www.linkedin.com/in/per-erik-dalqvist-b2273114/
45. ↑  ”Nya drömteamet ska leda EVS till fler guldsuccéer”. Helsingborgs Dagblad. 26 mars 2024. https://www.hd.se/2024-03-26/nya-dromteamet-ska-leda-evs-till-fler-guldsucceer/. Läst 9 november 2024.
46. ↑  Senaste tillfället då någon kontrollerade att de inmatade tabelluppgifterna stämmer. Uppgifter kan ha matats in senare utan att kontrolleras av någon annan
47. ↑  Lennart Norlöv (17 december 2010). ”Därför ligger EVS och ÖVK alltid i topp”. Helsingborgs dagblad. http://www.hd.se/sport/2010/12/17/darfor-ligger-evs-och-ovk-alltid-i-topp/. Läst 11 januari 2016.
48. ↑  Therese Bosta (24 april 2016). ”SM-guld till Engelholm”. SVT Sport. http://www.svt.se/sport/volleyboll/sm-guld-till-engelholm-1/. Läst 29 april 2016.
49. ↑  ”Engelholm tog tredje raka SM-guldet” (på Sydsvenskan). 26 april 2017. https://www.sydsvenskan.se/2017-04-26/engelholm-tog-tredje-raka-sm-guldet. Läst 26 april 2018.
50. ↑  Dan Ivarsson (25 april 2018). ”Engelholms fjärde raka SM-guld” (på svenska). Sydsvenskan. https://www.sydsvenskan.se/2018-04-25/engelholms-fjarde-raka-sm-guld. Läst 26 april 2018.
51. ↑  ”Engelholm svenska mästare i volleyboll igen” (på svenska). Dagens Nyheter. 28 april 2019. https://www.dn.se/sport/engelholm-svenska-mastare-i-volleyboll-igen/. Läst 28 april 2019.
52. ↑  ”Engelholms VS Dam”. https://www.volleybollplus.se/lag/engelholm-damer/.